# Lagt kort ligger (musikalbum)
Lagt kort ligger är ett musikalbum av John Holm som släpptes hösten 1974 på skivbolaget Metronome. Albumet spelades in från december 1973 till juli 1974. Musiken växlar från mer rockinfluerad till akustiskt gitarrbaserad. Lagt kort ligger blev starten för samarbetet med gitarristerna Arne Arvidson och Thommie Fransson. Bland övriga musiker fanns Roger Palm (trummor), Janne Bandel (trummor), Mike Watson (bas) samt Björn J:son Lindh (clavinets, orgel, piano, synt). Större delen av låtmaterialet är skrivet och komponerat av Holm själv; albumet avslutas med en version av "Svarte Rudolf". Skivan blev Holms största kommersiella framgång och låg fem veckor på Kvällstoppen. Den utgavs på cd 1990.

## Låtlista
1. "Min mening" - 5:56
2. "Medan dagen tonar upp" - 4:32
3. "En vanlig dag" - 1:57
4. "Sången till Larry" - 4:00
5. "Din bäste vän" - 4:04
6. "Frågor bland många" - 5:05
7. "Maria, många mil och år från här" - 3:37
8. "Ack, käre vän" - 3:20
9. "En dag blev jag..." - 3:26
10. "Svarte Rudolf" (Erik Axel Karlfeldt, Robert Norrby) - 2:54

## Listplaceringar
- Kvällstoppen, Sverige: #8[1]